# Frank (Familienname)
Frank (Nebenformen: Franke, Franck, Francke obd.) ist ein vor allem deutschsprachiger Familienname, der aus dem Rufnamen Frank oder dem Volksnamen der Franken entstand.

## Namensträger

### A
- Abraham Frank (Rabbiner) (1838–1917), deutscher Rabbiner
- Abraham Frank (1872–1941), westfälischer Viehhändler und NS-Opfer, siehe Humberghaus
- Adolf Frank (Archivar) (1855–1924), österreichischer Offizier, Archivar und Historiker
- Adolf Frank (1863–1924), deutscher Unternehmer, siehe Kaufhaus Adolf Frank
- Adolf Frank (Mediziner) (1913–nach 1956), deutscher Internist und Hochschullehrer
- Adolf Frank (Ingenieur) (1938–2018), österreichischer Ingenieur und Hochschullehrer
- Adolph Frank (1834–1916), deutscher Chemiker, Ingenieur und Unternehmer
- Albert Frank (Ingenieur) (1841–1909), deutscher Maschinenbauingenieur
- Albert Frank (Chemiker) (1872–1965), deutscher Chemiker und Unternehmer
- Albert Frank (Politiker, 1881) (1881–1948), deutscher Politiker (DNVP)
- Albert Frank (Politiker, 1954) (* 1954), Schweizer Politiker (SVP)
- Albert Frank (Dramatiker) (* 1959), österreichischer Dramatiker, Schauspieler und Regisseur
- Albert Bernhard Frank (1839–1900), deutscher Biologe
- Alexander Frank (* 1994), österreichischer Fußballspieler
- Alfred Frank (1884–1945), deutscher Maler und Grafiker
- Alfred Steinberg-Frank (1888–1953), österreichischer Librettist
- Alois Ritter von Frank (1859–1940), deutscher Bahnmanager und Politiker (Zentrum)
- Alois Frank (Grafiker) (1928–1971), tschechischer Grafiker
- Alois Frank (Schauspieler) (* 1954), österreichischer Schauspieler
- Amy Frank (Emmy Frank; geb. Emilie Rosenthal; 1896–1980), österreichische Schauspielerin
- András Frank (* 1949), ungarischer Mathematiker
- André Gunder Frank (1929–2005), deutscher Ökonom
- Andreas Frank (Handballspieler) (* 1963), deutscher Handballspieler
- Andreas Frank (Architekt) (* 1978), Schweizer Architekt
- Anna Frank-Klein (1894–1977), deutsch-israelische Malerin
- Anne Frank, Geburtsname von Aenne Pahl (1896–1979), deutsche Malerin
- Anne Frank (1929–1945), deutsch-niederländisches Holocaustopfer und Tagebuchautorin
- Anthony M. Frank (1931–2022), deutsch-US-amerikanischer Postbeamter
- Antje Frank (* 1968), deutsche Ruderin
- Anton Frank, bekannt als Langer Anton († 1596), deutscher großwüchsiger Soldat
- Anton Frank (Unternehmer, 1835) (1835–1880), österreichischer Kaffeesieder und Wohltäter
- Anton Frank (Pädagoge) (1853–1910), deutscher Pädagoge und Schriftsteller
- Anton Frank (Unternehmer, 1908) (1908–1990), deutscher Unternehmer
- Armando Frank, mexikanischer Fußballspieler
- Armin Paul Frank (* 1935), deutscher Anglist
- Arno Frank (* 1971), deutscher Journalist
- Arnold Frank (Theologe) (1859–1965), ungarisch-britischer Theologe
- Arnold Frank (Musiker), US-amerikanischer Jazzmusiker und Bandleader
- Arnold Frank (Judoka) (* um 1922), deutscher Judoka
- Artt Frank (1933–2024), US-amerikanischer Schlagzeuger
- Artur Frank (* 1966), deutscher Rundfunkmoderator
- Astrid Frank (Schauspielerin) (* 1944), deutsche Schauspielerin
- Astrid Frank (Autorin) (* 1966), deutsche Schriftstellerin, Lektorin und Übersetzerin
- August Frank (1898–1984), deutscher SS-Führer
- Augustus Frank (1826–1895), US-amerikanischer Politiker

### B
- Barbara Frank-Job (* 1960), deutsche Romanistin, Sprachwissenschaftlerin und Hochschullehrerin
- Barney Frank (* 1940), US-amerikanischer Politiker
- Bartholomäus Frank († 1522), deutscher Kantor und Komponist
- Benedikt Frank (* 1980), deutscher Volleyballtrainer
- Benno Frank, Pseudonym von Karl Friedrich Kohlenberg (1915–2002), deutscher Schriftsteller
- Benno Frank (Skirennläufer), deutscher Skirennläufer
- Benno David Frank (1905–1980), deutsch-US-amerikanischer Theaterregisseur
- Bernard Frank (1929–2006), französischer Journalist und Schriftsteller
- Bernd Frank (Grafiker) (* 1942), deutscher Grafiker, Plakatkünstler und Hochschullehrer
- Bernd Frank (Komponist) (* 1971), deutscher Komponist
- Bernhard Frank (SS-Mitglied) (1913–2011), deutscher SS-Obersturmbannführer
- Bernhard Frank (Fußballspieler) (* 1963), österreichischer Fußballspieler
- Bernhard Frank von Frankenberg (1692–1763), österreichischer Benediktiner und Bibliothekar
- Bernhard Olivier Frank (1758–1833), deutscher Geistlicher, Sammler und Heimatforscher
- Bernward Frank (* 1959), deutscher Künstler
- Billy Frank junior (1931–2014), US-amerikanischer Naturschützer und Aktivist
- Bodo Frank (* 1977), deutscher Schauspieler
- Brigitte Frank (1895–1959), deutsche Ehefrau von Hans Frank
- Brigitte Frank (Mathematikerin) (* um 1940), deutsche Mathematikdidaktikerin
- Brigitte Frank-Böhringer (1936–1990), deutsche Redakteurin, Rhetorikerin und Esperantistin
- Brigitte Loos-Frank (1937–2023), deutsche Zoologin, Parasitologin, Hochschullehrerin und Lyrikerin
- Bruno Frank (1887–1945), deutscher Schriftsteller

### C
- Carl von Frank (1862–1915), österreichischer Glasfabrikant
- Carl Frank (Orientalist) (1881–1945), deutscher Altorientalist
- Carl Frank (Schauspieler) (1909–1972), US-amerikanischer Schauspieler und Regisseur
- Carl-Ludwig Frank (1866–1940), deutscher Mediziner und Politiker
- Caroline Frank (* 1976), österreichische Schauspielerin und Musicaldarstellerin
- Carsten Frank (* 1970), deutscher Schauspieler, Filmproduzent und Drehbuchautor
- Charles Frank (Regisseur) (1910–1997), belgischer Regisseur
- Charles Frank (1911–1988), britischer Physiker, siehe Frederick Charles Frank
- Charles Frank (Schauspieler) (* 1947), US-amerikanischer Schauspieler
- Charlotte Frank (* 1959), deutsche Architektin
- Christian Frank (Theologe) (1787–1851), deutscher Theologe, Unternehmer und Politiker
- Christian Frank (Heimatforscher) (1867–1942), deutscher Priester und Heimatforscher
- Christian Frank (Dirigent) (* 1968), deutscher Dirigent, Pianist und Komponist
- Christian Frank (Nordischer Kombinierer) (* 2001), deutscher Nordischer Kombinierer
- Christina Frank, deutsche Sängerin, siehe Tina Frank (Sängerin)
- Christoph Frank (Jurist) (* 1952), deutscher Jurist
- Christoph Frank (Telemarker) (* 1998), deutscher Telemarker
- Christopher Frank (Drehbuchautor) (1942–1993), französischer Drehbuchautor, Regisseur und Schriftsteller
- Christopher Frank (Bobfahrer) (* 1949), kanadischer Bobfahrer
- Christopher Frank (Fußballspieler) (* 1987), österreichischer Fußballspieler
- Christopher Frank (Pokerspieler) (Christopher Robin Frank; * 1994), deutscher Pokerspieler
- Claude Frank (1925–2014), US-amerikanischer Pianist
- Clemens Frank (* 1961), deutscher Flossenschwimmer und Streckentaucher

### D
- Daniel Frank (Leichtathlet) (1882–1965), US-amerikanischer Weitspringer
- Daniel Frank (Sänger) (* 1975), schwedischer Sänger (Tenor) und Gesangspädagoge
- Daniel Frank (Eishockeyspieler) (* 1994), italienischer Eishockeyspieler
- Daniela Frank (* 1962), deutsche Journalistin
- Dankmar Müller-Frank (1921–1982), deutscher Schriftsteller, Lyriker und Essayist
- David Albertowitsch Frank-Kamenezki (1910–1970), russischer Physiker und Chemiker
- Diana Frank (* 1965), deutsche Schauspielerin
- Dieter Frank (* 1941), deutscher Komponist und Filmproduzent
- Donovan W. Frank (* 1951), US-amerikanischer Jurist

### E
- Edith Frank-Holländer (1900–1945), deutsches Opfer des Nationalsozialismus
- Édouard Frank (* um 1938), Politiker der Zentralafrikanischen Republik
- Edvard Frank (1909–1972), deutscher Maler
- Ehrengard Frank-Schultz (1885–1944), deutsche Diakonisse und NS-Opfer
- Einar Utzon-Frank (1888–1955), dänischer Bildhauer und Hochschullehrer
- Ekkes Frank (* 1939), deutscher Liedermacher, Kabarettist und Schriftsteller
- Elfriede Frank (1905–1998), österreichische Überlebende des Holocausts, siehe Elfriede Geiringer
- Elias Frank (* 1962), indischer römisch-katholischer Geistlicher, Kirchenrechtler, Koadjutorerzbischof von Kalkutta
- Ellen Frank (1904–1999), deutsche Schauspielerin und Tänzerin
- Emanuela Frank (1870–1940), deutsche Opernsängerin (Mezzosopran)
- Emil Frank (Kaufmann) (Israel Emil Frank; 1878–1954), deutscher Kaufmann
- Emil Frank (Schriftsteller) (1880–1928), deutscher Lehrer und Schriftsteller
- Erich Frank (Philosoph) (1883–1949), deutscher Philosophiehistoriker
- Erich Frank (Mediziner) (1884–1957), deutscher Arzt und Hochschullehrer
- Erich Frank (Politiker), deutscher Politiker (LDPD)
- Erich Frank (Schauspieler), Schauspieler
- Erik Frank (1899–1972), finnischer Radrennfahrer
- Erna Frank (* 1942), österreichische bildende Künstlerin
- Ernst Frank (Komponist) (1847–1889), deutscher Komponist und Dirigent
- Ernst Frank (Schriftsteller) (1900–1982), sudetendeutscher Schriftsteller und Parteifunktionär (SdP, NSDAP)
- Ernst Frank (Fußballspieler), deutscher Fußballspieler
- Ernst Friedrich Frank (1740–1822), deutscher Theologe
- Eugen Frank (Chemiker) (1854–1914), deutscher Chemiker
- Eugen Frank (Schauspieler) (1876–1942), deutscher Schauspieler
- Eugen Frank (Maler) (?–nach 1944), deutscher Tiermaler der Düsseldorfer Schule
- Eugen Heinrich Frank (1832–1893), deutscher Richter und Politiker (Zentrum), siehe Eugen Franck
- Eugene Maxwell Frank (1907–2009), US-amerikanischer Geistlicher, Bischof der Methodistischen Kirche
- Euke Frank (* 1967), österreichische Journalistin
- Eva Frank (1754–1816), Sektenführerin im Judentum
- Eva-Maria Frank (* 1988), österreichische Schauspielerin
- Ewald Frank (Prediger) (1933–2024), deutscher Prediger
- Ewald Frank (Fußballspieler) (* 1967), österreichischer Fußballspieler

### F
- Félix Frank (1837–1895), französischer Dichter und Romanist
- Felix Frank (1876–1957), österreichischer Politiker (GDVP)
- Ferdinand Frank (1873–1936), Schweizer Politiker (SP)
- Franz Frank (1897–1986), deutscher Maler
- Franz Hermann Reinhold Frank (1827–1894), deutscher Theologe
- Frederick Charles Frank (1911–1998), britischer Physiker
- Fredric M. Frank (1911–1977), US-amerikanischer Drehbuchautor
- Friedhelm Frank (* 1951), deutscher Geograf und Hochschullehrer für Didaktik der Geografie
- Friedrich Frank (Politiker, 1832) (1832–1904), deutscher Geistlicher und Politiker (Zentrum), MdR
- Friedrich Frank (Maler) (1871–1945), österreichischer Maler
- Friedrich Frank (Politiker, 1884) (1884–1960), deutscher Politiker (SPD), Bürgermeister von Bergedorf
- Fritz Frank (Industrieller) (1833–1898), deutscher Hüttenindustrieller
- Fritz Frank (Chemiker) (1868–1949), deutscher Chemiker und Hochschullehrer
- Fritz Frank (Manager) (1882–1963), deutscher Wirtschaftsmanager
- Fritz Frank (Schriftsteller, 1886) (1886–1978), israelischer Mediziner und Schriftsteller deutscher Herkunft (Emigration 1935)
- Fritz Frank (Zoologe) (1914–1988), deutscher Zoologe
- Fritz Frank (Schriftsteller, 1923) (1923–2017), deutscher Schriftsteller und Schauspieler
- Fritz Frank (Vertriebenenfunktionär) (1923–2023), österreichischer Vertriebenenfunktionär (Verband der Siebenbürger Sachsen)

### G
- Gabriela Lena Frank (* 1972), US-amerikanische Komponistin und Pianistin
- Gary Frank (Schauspieler) (* 1950), US-amerikanischer Schauspieler
- Gary Frank (Comiczeichner) (* 1969), britischer Comiczeichner
- Gebharda Frank (1927–2020), deutsche Ordensgeistliche
- Georg Frank (1644–1704), deutscher Mediziner und Botaniker, siehe Georg Franck von Franckenau
- Georg Frank (Politiker, 1792) (1792–1848), deutscher Theologe, Politiker und Fabrikant
- Georg Frank (Politiker, 1836) (1836–1910), deutscher Landwirt und Politiker (NLP), MdR
- Georg Frank (Politiker, III), deutscher Politiker (SPD), MdPL Ostpreußen
- Georg Frank (Fußballspieler) (1907–1944), deutscher Fußballspieler
- Georg Frank (Leichtathlet) (* 1951), österreichischer Diskuswerfer
- Georg Friedrich Frank (1669–1732), deutscher Mediziner, siehe Georg Friedrich Franck von Franckenau
- Georg Michael Frank von La Roche (1720–1788), deutscher Hofbeamter
- Gerhard Frank (Rabbiner) (1912–1944), deutscher Rabbiner
- Gerhard Frank (Fußballspieler) (* 1923), deutscher Fußballspieler
- Gerhard Frank (Jurist) (1929–2020), deutscher Jurist, Jagdfunktionär und Politiker (CSU)
- Gerhard R. W. Frank, österreichischer Botaniker
- Gerhart Frank, österreichischer Botaniker
- Gert Frank (1956–2019), dänischer Radsportler
- Gertrud Frank (1937–1974), deutsche Regieassistentin, Dramaturgin und Lektorin
- Gottlieb Frank (1825–1899), deutscher Schriftsteller, siehe Emil Freyburger
- Gottlieb Frank (1904–1998), deutscher Landwirt und Politiker (CDU), MdL Baden-Württemberg
- Götz Frank (* 1944), deutscher Rechtswissenschaftler
- Grace Frank (1886–1978), US-amerikanische Romanistin und Mediävistin
- Guido Frank (* 1968), österreichischer Fußballspieler
- Gunter Frank (* 1963), deutscher Mediziner und Autor
- Günter Frank (Architekt) (* 1928), deutscher Architekt
- Günter Frank (Politiker) (1946–2024), deutscher Politiker (SPD)
- Günter Frank (Philosoph) (* 1956), deutscher Philosoph und Hochschullehrer
- Günther Frank (* 1936), österreichischer Entertainer
- Guenther Frank-Fahle (1897–1981), deutscher Jurist, Bank- und Wirtschaftsmanager
- Gustav Frank (Lithograf) (1819–1888), deutscher Maler, Lithograf und Zeichner
- Gustav Frank (Politiker), österreichischer Politiker (CSP)
- Gustav Wilhelm Frank (1832–1904), deutscher evangelischer Theologe
- Gyjho Frank (* 1954), deutscher Maler

### H
- Hanns K. Frank (Hanns Karl Frank; * 1922), deutscher Mikrobiologe und Hochschullehrer
- Hans Frank (Maler, 1884) (1884–1948), österreichischer Maler
- Hans Frank (1900–1946), deutscher Politiker (NSDAP), Generalgouverneur von Polen
- Hans Frank (Schauspieler) (1901–1961), österreichischer Schauspieler und Regisseur
- Hans Frank (Fotograf) (1908–1987), österreichischer Fotograf und Fotografiehistoriker
- Hans Frank (Architekt) (1913–nach 1993), Schweizer Architekt
- Hans Frank (Politiker, 1919) (1919–2001), deutscher Politiker (SPD)
- Hans Frank (Bildhauer) (1923–2008), deutscher Bildhauer und Kirchenausstatter
- Hans Frank (Maler, 1925) (1925–2018), österreichischer Maler
- Hans Frank (Admiral) (1939–2019), deutscher Vizeadmiral
- Hans-Joachim Frank (* 1954), deutscher Schauspieler, Regisseur und Theaterleiter
- Hans-Jürgen Frank-Schmidt (1925/1926–2012), deutscher Internist, Nuklearmediziner und Verbandsfunktionär
- Hans-Peter Frank (* 1937), deutscher Dirigent und Pianist
- Harmonica Frank (Frank Floyd; 1908–1984), US-amerikanischer Bluesmusiker
- Harriet Frank Jr. (1923–2020), US-amerikanische Drehbuchautorin
- Harro Frank (1941–1998), deutscher Jurist und Politiker, MdHB
- Harry Frank (1896–1947), deutscher Schauspieler
- Hartmut Frank (Architekt) (* 1942), deutscher Architekt und Architekturhistoriker
- Hartmut Frank (Chemiker) (* 1943), deutscher Chemiker
- Hartwig Frank (1913/1914–1969), deutscher Journalist und Redakteur
- Hedwig Frank-Autherid (1902–1979), österreichische Komponistin
- Heinrich Frank (Richter) (1805–1878), deutscher Richter und Politiker
- Heinrich Frank (Maler) (1805–1890), deutscher Maler, Grafiker und Kupferstecher
- Heinrich Frank (1880–nach 1945), deutscher Rechtsanwalt, siehe Liste der Stolpersteine im Kölner Stadtteil Neustadt-Nord #Heinrich Frank
- Heinrich Frank (Fabrikant) (* 1928), deutscher Unternehmensgründer
- Heinz Frank (Mediziner) (1901–1971), Internist, Chef in Koblenz, Ärztlicher Direktor in Mannheim und Memmingen
- Heinz Frank (Fußballspieler) (* 1928), deutscher  Fußballspieler
- Heinz Frank (Bildhauer) (1939–2020), österreichischer Bildhauer
- Helene Frank (1893–1986), deutsche Holocaust-Überlebende und Schwester von Otto Heinrich Frank
- Helmar Frank (1933–2013), deutscher Kommunikationskybernetiker
- Helmut Frank (Höhlenforscher) (1926–1987), Fledermaus- und Höhlenforscher
- Helmut Frank (1933–2015), deutscher Politiker (CDU)
- Henriette Frank (* 1953), österreichische Politikerin (FPÖ)
- Herbert Frank (Kunsthistoriker) (Pseudonym Frank Andermann; 1909–1979), deutsch-niederländischer Journalist und Kunsthistoriker
- Herbert Frank (Architekt) (1910–1976), deutscher Maler und Architekt
- Herbert Frank (Zahnmediziner) (1923–2016), deutscher Zahnmediziner und Verbandsfunktionär
- Herbert Frank (Mediziner), österreichischer Mediziner
- Herman Frank (* 1959), deutscher Gitarrist und Musikproduzent
- Hermann Frank (Diplomat) (1853–1916), deutscher Orientalist und Diplomat
- Hermann Frank (Mediziner) (1858–1942), deutscher Chirurg und Publizist
- Hermann Frank (Unternehmer) (1871–1941), deutscher Wohnungsunternehmer
- Hermann Frank (Polizist) (1884–1947), deutscher Polizist und Politiker, Bürgermeister von Ulm
- Hermann Frank (Politiker) (* 1920), deutscher Politiker, Bürgermeister von Vellberg
- Herz Frank (1926–2013), lettischer Dokumentarfilmer
- Hieronymus Paul Frank (1901–1975), langjähriger Mönch der Benediktinerabtei Maria Laach
- Horst Frank (Schauspieler) (1929–1999), deutscher Schauspieler
- Horst Frank (Maueropfer) (1942–1962), deutsches Todesopfer an der Berliner Mauer
- Horst Frank (Politiker) (* 1949), deutscher Politiker (Bündnis 90/Die Grünen), Oberbürgermeister von Konstanz
- Horst Joachim Frank (1928–2005), deutscher Germanist und Hochschullehrer
- Howard Frank (Internet) (1941–2017), US-amerikanischer Elektrotechniker und Internetpionier
- Howard George Frank, 1. Baronet (1871–1932), britischer Immobilienunternehmer
- Hubert Frank (* 1925), österreichischer Filmregisseur und Drehbuchautor
- Hubert Konrad Frank (1939–2014), deutscher Schriftsteller

### I
- Ilja Michailowitsch Frank (1908–1990), russischer Physiker
- Irmin Frank (1939–2010), österreichische Textilkünstlerin
- Isnard Wilhelm Frank (1930–2010), deutscher Ordensgeistlicher und Theologe
- Israel Emil Frank (1878–1954), deutscher Kaufmann, siehe Emil Frank (Kaufmann)
- István Frank (1918–1955), französischer Romanist, Provenzalist und Mediävist
- Ivalo Frank (* 1975), dänisch-grönländische Filmkünstlerin

### J
- Jackson C. Frank (1943–1999), US-amerikanischer Folkmusiker
- Jacqueline Frank (* 1980), US-amerikanische Wasserballspielerin
- Jakob Frank (Augustiner), Schweizer Augustiner
- Jakob Frank (Gewerkschafter) (1876–1965), deutscher Gewerkschafter und Widerstandskämpfer
- Jakob Joseph Frank (eigentlich Jankiew Lejbowicz; 1726–1791), polnischer Sektenstifter
- James Frank (Kriminologe) (* 1952), US-amerikanischer Rechtswissenschafter und Kriminologe
- James Frank (Politiker) (* 1967), US-amerikanischer Bankier und Politiker
- James Frank (Skeletonpilot), US-amerikanischer Skeletonpilot
- Jane Frank (1918–1986), US-amerikanische Künstlerin
- Jason David Frank (1973–2022), US-amerikanischer Schauspieler und Kampfsportler
- Jean-Michel Frank (1895–1941), französischer Möbeldesigner und Innenarchitekt
- Jennifer Frank (* 1983), deutsche Schauspielerin
- Jerome Frank (1889–1957), US-amerikanischer Rechtsphilosoph
- Jerome D. Frank (1909–2005), US-amerikanischer Psychologe und Psychiater
- Jo Frank (auch Johannes CS Frank; * 1982), deutscher Schriftsteller, Verleger und Übersetzer
- Joachim Frank (Biologe) (* 1940), deutsch-amerikanischer Biologe und Biophysiker
- Joachim Frank (Journalist) (* 1965), deutscher Journalist
- Johann Frank (1618–1677), deutscher Jurist und Dichter, siehe Johann Franck
- Johann Frank (Politiker) (1882–1945), Schweizer Politiker
- Johann Frank (Jurist) (1929–1983), deutscher Kirchenverwaltungsjurist
- Johann Frank (Journalist) (1929–2018), deutscher Journalist und Politiker
- Johann Frank (Fußballspieler) (1938–2010), österreichischer Fußballspieler
- Johann Frank (General) (* 1969), österreichischer Offizier und Politikwissenschaftler
- Johann Georg Frank (1911–1968), deutscher Landrat
- Johann Peter Frank (1745–1821), deutscher Arzt und Sozialhygieniker
- Johannes Frank (Buchmaler) († 1472), deutscher Benediktinermönch, Illuminator der Augsburger Chronik
- Johannes Frank (Politiker) (1880–1955), deutscher Politiker (FDP)
- Johannes Frank (Geistlicher) (1900–1945), römisch-katholischer Geistlicher, Steyler Missionar und NS-Opfer
- John Frank (* 1962), US-amerikanischer American-Football-Spieler
- Jonathan L. Frank, US-amerikanischer Pilzkundler
- Jörg Freiherr Frank von Fürstenwerth (* 1954), deutscher Rechtsanwalt
- Josef Frank (Physiker) (1881–1953), deutscher Physiker, Physikhistoriker und Hochschullehrer
- Josef Frank (Dirigent) (1881–1957), österreichischer Kapellmeister, Komponist und Musikpädagoge
- Josef Frank (Architekt) (1885–1967), österreichischer Architekt
- Josef Frank (Politiker, 1892) (1892–nach 1954), deutscher Politiker (BP), MdL Bayern
- Josef Frank (Politiker, 1903) (1903–1979), Schweizer Politiker
- Josef Frank (Politiker, 1906) (1906–1971), deutscher Politiker (SPD), Oberbürgermeister von Neunkirchen (Saar)
- Josef Frank (Politiker, 1909) (1909–1952), tschechoslowakischer Gewerkschafter und Politiker (KPČ)
- Josef Frank (Maler, 1944) (* 1944), österreichischer Maler
- Josef Frank (Eishockeyspieler) (* 1984), deutscher Eishockeyspieler
- Josef Egon Frank (1873–1941), österreichischer Maler
- Josef Maria Frank (1895–1975), deutscher Schriftsteller
- Joseph Frank (Mediziner) (1771–1842), deutscher Mediziner
- Joseph von Frank (1773–1824), deutscher Gutsbesitzer und Politiker
- Joseph Frank (Politiker, 1814) (1814–1889), deutscher Pfarrer und Politiker, MdL Bayern
- Joseph Frank (Politiker, 1864) (1864–1925), deutscher Beamter und Politiker, MdL Bayern
- Joseph Frank (Schriftsteller) (1916–2013), US-amerikanischer Schriftsteller und Biograf
- Josip Frank (1844–1911), kroatischer Politiker, Gründer der Agramer Presse
- Julia Frank (* 1975), deutsche Politikerin (Bündnis 90/Die Grünen)
- Julius Frank (Jurist) (1808–1841), deutscher Jurist
- Julius Frank (Maler) (1826–1908), deutscher Maler
- Julius Frank (Unternehmer, 1862) (1862–1937), deutscher Kaufmann, Mitbegründer des Einzelhandelsgeschäfts Elsbach & Frank
- Julius Frank (Unternehmer, 1865) (1865–1940), deutscher Bergingenieur und Unternehmer
- Julius Frank († 1933), deutsches Mordopfer, siehe Dolgesheimer Mord
- Jürgen Frank (* 1941), deutscher Wirtschaftswissenschaftler

### K
- Karin Frank (* 1972), österreichische Bildhauerin
- Karin Pfaller-Frank (* 1958), österreichische Logopädin und Verbandspräsidentin
- Karl Frank (Pfarrer) (1790–1875), deutscher Pfarrer und Politiker, MdL Hessen
- Karl Frank (Schriftsteller) (auch Karill Frank; 1879–1941), deutscher Finanzbeamter und Schriftsteller
- Karl Frank (Lehrer), deutscher Lehrer und Verbandsfunktionär
- Karl Frank (Politiker, 1900) (Karl Ludwig Frank; 1900–1974), deutscher Jurist, Manager und Politiker (NSDAP, FDP/DVP)
- Karl Frank (Politiker, 1906) (Karl-Wilhelm Frank; 1906–1944), deutscher Politiker (KPD)
- Karl Anton Frank (1909–1986), deutscher Lehrer und Schriftsteller
- Karl Borromäus Frank (1893–1969), österreichischer Psychoanalytiker und Politiker (KPÖ, KPD)
- Karl Friedrich von Frank (1894–1975), österreichischer Historiker, Genealoge und Heraldiker
- Karl Friedrich Frank (1906–nach 1971), deutscher Unternehmer, siehe Karl Frank (Unternehmen)
- Karlhans Frank (1937–2007), deutscher Lyriker, Schriftsteller, Drehbuchautor und Übersetzer
- Karl-Heinz Frank (* 1966), deutscher Forstwirt und Feuerwehrbeamter
- Karl Hermann Frank (1898–1946), deutscher Politiker (NSDAP)
- Karl Otto Frank (1922–2015), deutscher Pädagoge und Hochschullehrer
- Karl Suso Frank (1933–2006), deutscher Theologe
- Karl Wilhelm Frank (1797–nach 1878), deutscher Seemann und Geistlicher
- Kathi Frank (1847–1918), österreichische Schauspielerin
- Kerstin Frank (* 1988), österreichische Eiskunstläuferin
- Keven Frank (* 1990), deutscher Eishockeyspieler
- Kim Frank (* 1982), deutscher Sänger und Schauspieler
- Konrad Frank (1888–1970), Verwaltungsjurist und Bezirksoberamtmann
- Konstantin Frank (* 1988), deutsch-russischer Schauspieler
- Kurt Frank (Maler) (1926–1995), deutscher Maler
- Kurt Frank (Journalist) (* 1949), deutscher Journalist

### L
- Lars Frank (* 1960), deutscher Puppenspieler und Regisseur
- Lawrence Frank (* 1970), US-amerikanischer Basketballtrainer
- Leo Frank (Manager) (1884–1915), US-amerikanischer Fabrikdirektor und Mordopfer
- Leo Frank (Grafiker) (1884–1959), österreichischer Maler und Grafiker
- Leo Frank, Pseudonym von Leo Monosson (1897–1967), deutscher Sänger
- Leo Frank (General), deutscher Generalleutnant
- Leo Frank (Schriftsteller) (1925–2004), österreichischer Schriftsteller
- Leonhard Frank (Abt) († 1648), deutscher Prämonstratenser, Abt von Oberzell
- Leonhard Frank (1882–1961), deutscher Schriftsteller
- Lia Frank (1921–2012), russlanddeutsche Schriftstellerin
- Liborius von Frank (1848–1935), österreichischer Feldzeugmeister
- Lina Frank (geb. Lina Rothschild; 1865–1960), deutsche Unternehmerin, siehe Sigismund Frank #Lina Frank
- Lisl Frank (1911–1944), tschechoslowakische Sängerin
- Liz Frank (* 1950), deutsche Lehrerin, LGBT-Aktivistin in Namibia
- Lone Frank (* 1966), dänische Wissenschaftsjournalistin und Biologin
- Lothar Frank (Bankier) (1900–1985), deutschamerikanischer Volkswirtschaftler, Bankier und Unternehmer
- Lothar Mathias Frank (1899–1981), deutscher Schriftsteller, Librettist und Hörspielautor
- Louis Hugo Frank (1886–1973), deutscher Physikochemiker
- Louisa Frank (* 1996), deutsche Fußballspielerin
- Luc Frank (* 1972), belgischer Politiker
- Lucien Frank (1857–1920), belgischer Landschaftsmaler
- Ludwig Frank (Mediziner, 1761) (1761–1825), deutscher Mediziner
- Ludwig Frank (Mediziner, 1863) (1863–1935), Schweizer Psychiater
- Ludwig Frank (Politiker, 1874) (1874–1914), deutscher Rechtsanwalt und Politiker (SPD), MdR
- Ludwig Frank (Politiker, 1883) (1883–1945), deutscher Politiker (NSDAP), MdR
- Luis Frank Arias (* 1960), kubanischer Sänger und Bandleader
- Lykke Frank Hansen (* 1988), grönländische Handballspielerin

### M
- Madlen Frank (* 1996), deutsche Fußballspielerin
- Magda Frank (1914–2010), ungarisch-argentinische Bildhauerin und Hochschullehrerin
- Manfred Frank (Geologe) (1905–1976), deutscher Geologe und Hochschullehrer
- Manfred Frank (Politiker) (1929–2003), deutscher Politiker (SPD)
- Manfred Frank (Philosoph) (* 1945), deutscher Philosoph
- Marco Frank (Komponist) (1881–1961), österreichischer Bratschist, Komponist und Musikpädagoge
- Marco Frank (Basketballspieler) (* 2003), deutscher Basketballspieler
- Marga Frank (1922–2013), österreichische Schriftstellerin und Radiomoderatorin
- Margot Frank (1926–1945), deutsch-niederländisches Opfer des Holocaust
- Marie Frank (1852–1924), deutsche Schriftstellerin
- Mario Frank (Jurist) (* 1958), deutscher Jurist, Medienmanager und Autor
- Mario Frank (Fußballspieler) (* 1973), österreichischer Fußballspieler
- Mario Markus Frank, deutscher Musiker, Komponist und Produzent
- Mark Frank (* 1977), deutscher Speerwerfer
- Marko Frank (* 1968), deutscher Nordischer Kombinierer
- Markus Frank (Schauspieler) (* 1972), deutscher Schauspieler
- Markus Frank (Spezialeffektkünstler) (* 1984 oder 1985), deutscher Spezialeffektkünstler
- Markus L. Frank (* 1969), deutscher Musiker und Dirigent
- Martha Blech-Frank (1871–1962), deutsche Opernsängerin (Sopran)
- Martin Frank (Geistlicher) (1888–1963), deutscher Geistlicher, Domkapitular in Eichstätt
- Martin Frank (Verwaltungsjurist) (1943–2015), deutscher Verwaltungsjurist
- Martin Frank (Schriftsteller) (* 1950), Schweizer Schriftsteller
- Martin Frank (Kabarettist) (* 1992), deutscher Kabarettist und Schauspieler
- Mary Frank (* 1933), US-amerikanische Malerin und Bildhauerin
- Mathias Frank (* 1986), Schweizer Radrennfahrer
- Mathieu Frank (1869 o. 1874–1932), deutscher Sänger (Bass)
- Maurits Frank (1892–1959), niederländischer Cellist und Musikpädagoge
- Max Frank (1870–1933), deutscher Rechtsanwalt und Politiker (SPD)
- Maximilian von Frank (1831–1894), deutscher Verwaltungsjurist
- Melvin Frank (1913–1988), US-amerikanischer Drehbuchautor und Filmregisseur
- Michael Frank (* 1947), deutscher Journalist
- Michael C. Frank, US-amerikanischer Psycholinguist
- Michala Frank (* 1990), tschechische Volleyball- und Beachvolleyballspielerin
- Myrtil Frank (1893–1968), deutscher Kunsthändler

### N
- Nathan Frank (1852–1931), US-amerikanischer Politiker
- Nathaniel Frank, US-amerikanischer Autor und Historiker
- Nathaniel H. Frank (1903–1984), US-amerikanischer Physiker
- Neil Augustine Frank (* 1966), südafrikanischer Ordensgeistlicher, römisch-katholischer Bischof von Mariannhill
- Nicole Frank (* 1975), Schweizer Moderatorin
- Nicole Frank (Schwimmerin) (* 2003), uruguayische Schwimmerin
- Niklas Frank (* 1939), deutscher Journalist und Buchautor
- Nikolaus Frank (* 1954), deutscher Erziehungswissenschaftler, Schulpädagoge und Hochschullehrer
- Nino Frank (1904–1988), schweizerisch-italienischer Filmkritiker

### O
- Oliver Frank (1963–2022), deutscher Schlagersänger
- Oliver Andreas Frank (* 1967), deutscher Cembalist, Pianist und Fortepianist
- Oskar Frank, deutscher Tischtennisspieler
- Othmar Frank (1770–1840), deutscher Indiologe und Hochschullehrer
- Otto Frank (General) (1854–1916), österreichischer Feldzeugmeister
- Otto Frank (Mediziner) (1865–1944), deutscher Physiologe
- Otto Frank (Politiker, 1874) (1874–1936), deutscher Politiker (SPD), MdL Preußen, siehe Liste der Stolpersteine in Berlin-Wedding #Otto Frank
- Otto Frank (1889–1980), deutscher Kaufmann, Vater von Anne Frank
- Otto Frank (Politiker, 1900) (1900–1963), deutscher Landwirt und Politiker (FDP), MdL Rheinland-Pfalz

### P
- Pamela Frank (* 1967), US-amerikanische Violinistin
- Patrick D. Frank (* um 1967), US-amerikanischer Generalleutnant
- Patty Frank (1876–1959), deutscher Artist, Museologe und Indianerforscher
- Paul Frank, Pseudonym von Carl Wilhelm Merseburger (1816–1885), deutscher Musikwissenschaftler, Musikschriftsteller und Musikverleger
- Paul Frank (Baumeister) (1836–1914), deutscher Baumeister und Kommunalpolitiker in Neu-Ulm
- Paul Frank (Architekt) (1878–1951), deutscher Architekt
- Paul Frank (Drehbuchautor) (1885–1976), österreichischer Schriftsteller und Drehbuchautor
- Paul Frank (Diplomat) (1918–2011), deutscher Diplomat
- Paul Frank (Designer) (Paul Frank Sunich; * 1967), US-amerikanischer Künstler und Modedesigner
- Paul Frank (Filmeditor), US-amerikanischer Filmeditor
- Peter Frank (Theologe) (1574–1602), deutscher Theologe und Kirchenlieddichter
- Peter Frank (Schauspieler) (1920–1984), US-amerikanischer Schauspieler
- Peter Frank (Handballtrainer), deutscher Handballtrainer
- Peter Frank (Kunstkritiker) (* 1950), US-amerikanischer Kunstkritiker und Kurator
- Peter Frank (Goldschmied) (* 1956), deutscher Goldschmied
- Peter Frank (Komponist) (* 1963), deutscher Komponist, Sänger und Entertainer
- Peter Frank (Jurist) (* 1968), deutscher Jurist
- Peter Anton von Frank (1746–1818), deutscher Rechtswissenschaftler und Historiker
- Peter C. Frank (1943–2024), US-amerikanischer Filmeditor
- Peter Gottfried Frank (1768–1826), deutscher Kaufmann, Fabrikant und Verleger
- Philipp Frank (Philosoph) (1884–1966), österreichischer Philosoph, Physiker und Mathematiker
- Philipp Frank (Politiker) (* 1968), deutscher Politiker (CDU)
- Philipp Balthasar Frank (1803–1866), deutscher Priester und Politiker
- Pius Frank (* 1960), österreichischer Künstler

### R
- Rafael Frank (1867–1920), deutscher Schriftzeichner
- Rahel Frank (* 1972), deutsche Historikerin
- Rainer Frank (Rechtswissenschaftler) (* 1938), deutscher Rechtswissenschaftler und Hochschullehrer
- Rainer Frank (Schauspieler) (* 1965), deutscher Schauspieler
- Ralph Frank (* 1946), US-amerikanischer Diplomat und Botschafter
- Raoul Frank (1867–1939), österreichischer Maler
- Ray Frank (1861–1948), US-amerikanische Predigerin
- Regina Frank (* 1965), deutsche Performancekünstlerin
- Reinhard Frank (Politiker, 1804) (1804–1856), deutscher Politiker, MdL Hessen
- Reinhard Frank (Rechtswissenschaftler) (1860–1934), deutscher Rechtswissenschaftler
- Reinhard Frank (Politiker, 1955) (* 1955), deutscher Politiker (CDU)
- Reinhold Frank (Rechtsanwalt) (1896–1945), deutscher Jurist und Widerstandskämpfer
- Reinhold Frank (Schriftsteller) (1918–2001), deutscher Schriftsteller
- René Frank (Komponist, 1910) (1910–1965), deutsch Pianist und Komponist
- René Frank (Komponist, 1974) (* 1974), deutscher Komponist und Autor
- René Frank (Koch) (* 1984), deutscher Koch und Pâtissier
- Richard Frank (1894–1980), deutsch-polnischer Politiker
- Richard N. Frank (1923–2015), US-amerikanischer Gastronom
- Robert Frank (Generaldirektor) (1879–1961), Generaldirektor der Preussenelektra AG und Geschäftspartner Albert Speers, Namensgeber für das Kraftwerk Landesbergen
- Robert Frank (1924–2019),  schweizerisch-amerikanischer Fotograf, Regisseur und Kameramann
- Robert Frank (Maler) (1926–2012), deutscher Maler, Grafiker und Vermessungstechniker
- Robert Frank (Schauspieler) (* 1973), deutscher Schauspieler, Sprecher und Theaterregisseur
- Robert Frank-Krauss (auch Robert Frank-Krauß; 1893–1950), deutscher Maler
- Robert H. Frank (* 1945), US-amerikanischer Ökonom
- Robert M. Frank (1924–2020), französischer Zahnmediziner und Hochschullehrer
- Roberta Frank (* 1941), US-amerikanische Philologin
- Rolf Frank (* 1937), deutscher Marathonläufer
- Rolfdieter Frank (* 1955), deutscher Mathematiker und Hochschullehrer
- Romar Frank (Romar Matthew Mary Frank, * 1996), grenadischer Fußballspieler
- Rose Frank (1864–1954), neuseeländische Fotografin und eine der ersten Berufsfotografinnen des Landes
- Rüdiger Frank, Geburtsname von Tilopâ Monk (1949–2010), deutscher Künstler
- Rüdiger Frank (* 1969), deutscher Ostasienwissenschaftler und Ökonom
- Rudolf Frank (Mediziner) (1862–1913), österreichischer Chirurg
- Rudolf Frank (Chemiker) (1863–1926), deutscher Chemiker und Industrieller
- Rudolf Frank (Schriftsteller) (1886–1979), deutscher Schriftsteller, Journalist und Theaterregisseur
- Rudolf Frank (Pilot) (1920–1944), deutscher Jagdflieger
- Ruedi Frank (* 1949), Schweizer Radrennfahrer
- Ruth Frank (1908–2004), deutsch-amerikanische Anästhesistin, siehe Bruno Frank #Familie

### S
- Samuel Anton Frank (1731–1809), Schweizer Ebenist
- Saskia Frank (* 1987), deutsche Politikerin (Bündnis 90/Die Grünen)
- Scott Frank (* 1960), US-amerikanischer Drehbuchautor und Regisseur
- Sebastian Frank (Chronist) (1596–um 1676), deutscher Chronist
- Sebastian Frank (Koch) (* 1981), österreichischer Koch
- Sebastian Frank von Seewies (1796–1850), österreichischer Offizier und Lehrer
- Sepp Frank (Maler) (1889–1970), deutscher Maler und Grafiker
- Sepp Frank (Architekt) (1942–2022), österreichischer Architekt
- Sergei Ottowitsch Frank (* 1960), russischer Politiker und Manager
- Sidney Frank (1919–2006), US-amerikanischer Kaufmann, Kunstsammler und Philanthrop
- Siegbert Frank (1939–1998), deutscher Politiker (CDU), Bürgermeister von Pforzheim
- Siegfried Frank (* 1951), deutscher Fußballspieler
- Sieglinde Frank (* 1937), deutsche Autorin
- Siegmund Frank (1770–1847), deutscher Glasmaler
- Sigismund Frank (1848–1930), deutscher Bankier
- Simon Frank (Politiker) (* 1913), südafrikanischer und namibischer Bürgermeister
- Simon Ljudwigowitsch Frank (1877–1950), russischer Philosoph
- Stefanie Mathilde Frank (* 1981), deutsche Medienwissenschaftlerin und Buchautorin
- Sven Thomas Frank (* 1943), deutscher Journalist
- Sylvia Frank (* 1935), Schweizer Schauspielerin und Hörspielsprecherin

### T
- Tanja Frank (* 1993), österreichische Seglerin
- Tenney Frank (1876–1939), US-amerikanischer Althistoriker
- Thea Frank (* 1980), deutsche Hörspielsprecherin und Schauspielerin
- Theodor Frank (Politiker) (1826–1889), deutscher Politiker (NLP), MdL Baden
- Theodor Frank (Bankier) (1871–1953), deutscher Bankier
- Thomas Frank (Historiker) (* 1958), deutscher Historiker
- Thomas Frank (Journalist) (* 1965), US-amerikanischer Journalist
- Thomas Frank (Schiedsrichter) (* 1969), deutscher Fußballschiedsrichter
- Thomas Frank (Fußballtrainer) (* 1973), dänischer Fußballtrainer
- Thomas Frank (Tennisspieler) (* 1986), deutscher Tennisspieler
- Thomas Frank (Regisseur), österreichischer Theaterregisseur
- Thomas Jörg Frank (* 1972), deutscher Dirigent, Organist und Kirchenmusiker
- Thyra Frank (* 1952), dänische Politikerin
- Tibor Frank (1948–2022), ungarischer Historiker
- Tina Frank (Grafikdesignerin) (* 1970), österreichische Grafikdesignerin
- Tina Frank (Sängerin) (* 1974) (Christina Frank), deutsche Sängerin
- Tobias Frank (* 1958), deutscher Hockeyspieler
- Tobias Frank (Kirchenmusiker) (* 1980), deutscher Organist
- Tony Frank (1943–2000), US-amerikanischer Schauspieler
- Torben Frank (* 1968), dänischer Fußballspieler

### U
- Udo Frank (* 1953), deutscher Fernsehjournalist und Buchautor
- Ulla Wolff-Frank (1848–1924), deutsche Schriftstellerin
- Ulrich Frank, Pseudonym von Ulla Wolff-Frank (1848–1924), deutsche Schriftstellerin
- Ulrich Frank (Synchronsprecher) (1943–2017), deutscher Synchronsprecher und Schauspieler
- Ulrich Frank (Wirtschaftsinformatiker) (* 1958), deutscher Wirtschaftsinformatiker und Hochschullehrer
- Ulrich Frank (Basketballspieler) (* 1963), deutscher Basketballspieler
- Ulrich Frank (Diplomat) (* 1966), österreichischer Diplomat
- Ulrich Frank-Planitz (1936–2011), deutscher Verleger und Journalist
- Ulrich Müller-Frank (1917–1996), deutscher Jurist, Anwalt und Politiker
- Ulrike Frank (* 1969), deutsche Schauspielerin
- Ute Frank (* 1952), deutsche Architektin und emeritierte Universitätsprofessorin

### V
- Věra Barandovská-Frank (* 1952), deutsch-tschechische Interlinguistin, Sprachpädagogin und Esperantistin
- Victor Frank oder Viktor Frank, Pseudonym von Frank Mehnert (Bildhauer) (1909–1943), deutscher Bildhauer
- Victor Henry Frank, Jr. (Vic Frank; 1927–2010), US-amerikanischer Leichtathlet

### W
- Waldemar Frank (1903–1961), deutscher Bühnenautor und Filmproduzent
- Waldo Frank (1889–1967), US-amerikanischer Schriftsteller und Kritiker
- Walter Frank (Politiker) (1895–1971), deutscher Politiker (KPD)
- Walter Frank (Pseudonym Werner Fiedler; 1905–1945), deutscher Historiker
- Walter Frank (Chemiker) (* 1957), deutscher Chemiker und Hochschullehrer
- Walter H. Frank (Walter Hale Frank; 1886–1968), US-amerikanischer Generalmajor
- Walter M. Frank (* 1945), US-amerikanischer Jurist und Autor
- Werner Frank (Parasitologe) (1926–1991), deutscher Parasitologe und Hochschullehrer
- Werner Frank (Rennfahrer) (1936–2011), US-amerikanischer Automobilrennfahrer
- Werner Frank (Physiker, 1936) (* 1936), deutscher Physiker und Hochschullehrer
- Werner Frank (Physiker, 1938) (* 1938), deutscher Physiker und Hochschullehrer
- Werner Frank (Fußballspieler) (* 1942), deutscher Fußballspieler
- Werner Frank (Mathematiker) (* 1955), deutscher Mathematiker und Hochschullehrer
- Wilhelm Frank (Unternehmer) (1829–1889), deutscher Unternehmer
- Wilhelm Frank (Geistlicher) (1858–1911), deutscher Geistlicher, Schriftsteller und Politiker (Zentrum), MdR
- Wilhelm Frank (Politiker, 1872) (1872–1948), deutscher Politiker (Zentrum), MdR
- Wilhelm Frank (Polizist) (1885–1960), deutscher Verwaltungsjurist und Polizeibeamter
- Wilhelm Frank (Mediziner) (Wilhelm Gustav Frank; 1885–1968), deutscher Dermatologe und Psychiater (Emigration 1938 in die USA)
- Wilhelm Frank (Jurist) (1887–1963), deutscher Jurist und Generalstaatsanwalt
- Wilhelm Frank (Politiker, 1902) (1902–1976), deutscher Politiker (CDU), MdL Baden-Württemberg
- Wilhelm Frank (Energiewirtschaftler) (1916–1999), österreichischer Techniker und Hochschullehrer
- Willi Frank (Widerstandskämpfer) (1909–1945), österreichischer Widerstandskämpfer
- William Frank (1879–1965), US-amerikanischer Leichtathlet
- Willy Frank (Zahnmediziner) (1903–1989), deutscher Zahnarzt und SS-Hauptsturmführer
- Willy Frank (Volkswirt) (* 1949), deutscher Volkswirt und Hochschullehrer
- Winfried E. Frank (1932–2020), deutscher Politiker (CDU)
- Wolf Frank (* 1968), österreichischer Entertainer
- Wolfgang Frank (Gesandter) (1872–1953), deutscher Jurist und Diplomat
- Wolfgang Frank (Schriftsteller) (1909–1980), deutscher Schriftsteller
- Wolfgang Frank (Geologe) (* 1939), österreichischer Geologe und Hochschullehrer
- Wolfgang Frank (Fußballspieler) (1951–2013), deutscher Fußballspieler und -trainer
- Wolfgang Frank (Regisseur) (1964–2012), deutscher Regisseur und Drehbuchautor
- Wolfgang Frank (Biologe) (* 1967), deutscher Biologe und Hochschullehrer
- Wolfram Frank (* 1953), deutscher Schriftsteller und Theaterregisseur

### Y
- Yvonne Frank (* 1980), deutsche Hockeyspielerin

### Z
- Ze Frank (* 1972), US-amerikanischer Videoblogger und Humorist
- Zwi Pesach Frank (1873–1960), israelischer Oberrabbiner
- Zypora Frank (* 1935), polnisch-israelische Jüdin

### Fiktive Figuren
- L. Frank, französischer Comic-Protagonist
- Stefan Frank, Hauptperson der deutschen Fernsehserie Dr. Stefan Frank – Der Arzt, dem die Frauen vertrauen

### Pseudonym
- Funkvater Frank (* 1993), deutscher Musikproduzent